# Jean-Baptiste François Pompallier
Jean-Baptiste François Pompallier (Lione, 11 dicembre 1801 – Puteaux, 21 dicembre 1871) è stato un missionario e arcivescovo cattolico francese, primo vescovo di Auckland.

## Biografia
Nacque da  Pierre e Françoise Pompallier.
Fu ordinato sacerdote nel giugno 1829, come membro della Società di Maria di Jean-Claude Colin per l'evangelizzazione dell'Oceania. Nel 1835 papa Gregorio XVI eresse il vicariato apostolico d'Oceania occidentale e lo affidò ai maristi: Pompallier fu allora scelto per diventarne vicario, nomina accettata dal papa il 13 maggio 1836. Lo stesso giorno, il papa lo nominò vescovo titolare di Maronia.
Nel 1841, si dichiarò un grave conflitto tra Pompallier e il suo superiore Colin, per la gestione dei missionari. La Propaganda Fide per risolvere in parte il conflitto suddivise il vicariato in due e nominò nel 1843 Pierre Bataillon anch'esso vicario. Nel 1848, per rispondere alle gravi accusazioni contro Pompallier, il vicariato fu di nuovo diviso tra due amministratori apostolici: quello di Auckland rimasto a Pompallier e quello nuovo di Wellington attribuito al marista Philippe Joseph Viard che recupera tutti i missionari di Pompallier. Le accuse portate da Viard non furono però convalidate da Roma.
Nel 1860 fu promosso vescovo di Auckland, dopo esserne stato amministratore apostolico dal 1848, quando il vicariato era stato diviso tra il suo e quello del vescovo coadiutore Philippe Joseph Viard. Rassegnò le dimissioni nel febbraio 1869 e fu nominato arcivescovo titolare di Amasea. Morì nel 1871.

## Genealogia episcopale
La genealogia episcopale è:
- Cardinale Scipione Rebiba
- Cardinale Giulio Antonio Santori
- Cardinale Girolamo Bernerio, O.P.
- Arcivescovo Galeazzo Sanvitale
- Cardinale Ludovico Ludovisi
- Cardinale Luigi Caetani
- Cardinale Ulderico Carpegna
- Cardinale Paluzzo Paluzzi Altieri degli Albertoni
- Papa Benedetto XIII
- Papa Benedetto XIV
- Papa Clemente XIII
- Cardinale Bernardino Giraud
- Cardinale Alessandro Mattei
- Cardinale Pietro Francesco Galleffi
- Cardinale Giacomo Filippo Fransoni
- Arcivescovo Jean-Baptiste François  Pompallier, S.M.